# Helge Zimdal
Helge Zimdal (27 de abril de 1903 - 3 de octubre de 2001) fue un arquitecto sueco, conocido principalmente a través de sus numerosas edificaciones escolares.
Helge estudió a partir de 1927, en el Real Instituto de Tecnología, en Estocolmo, y en 1930, en la Real Academia Sueca de las Artes de Estocolmo. En la Escuela Técnica superior conoció a su futuro socio Nils Ahrbom, con el que armó el estudio de Arquitectura Ahrbom & Zimdahl , desde 1927 hasta 1951.
En 1930 fue, junto con Ahrbom a la Wohnungsabteilung Exposición de Estocolmo en 1930. Se especializó en construcción de escuelas.
Ahrbom & Zimdahl diseñaron un gran número de Escuelas, en Estocolmo, y también en otras ciudades suecas. En Estocolmo incluyen el Sveaplans Gymnasium y el Skanstulls Gymnasium entre sus obras más conocidas, claramente de Estilo Moderno.
En 1951, se terminó la sociedad Zimdal - Ahrbom, Y fue profesor de arquitectura en la Universidad Tecnológica de Chalmers en Gotemburgo. Allí diseñó, en 1968, el Edificio de la Escuela de arquitectura. Uno de sus últimos trabajos es el Proyecto de la Embajada de Suecia en Brasilia, en 1974.

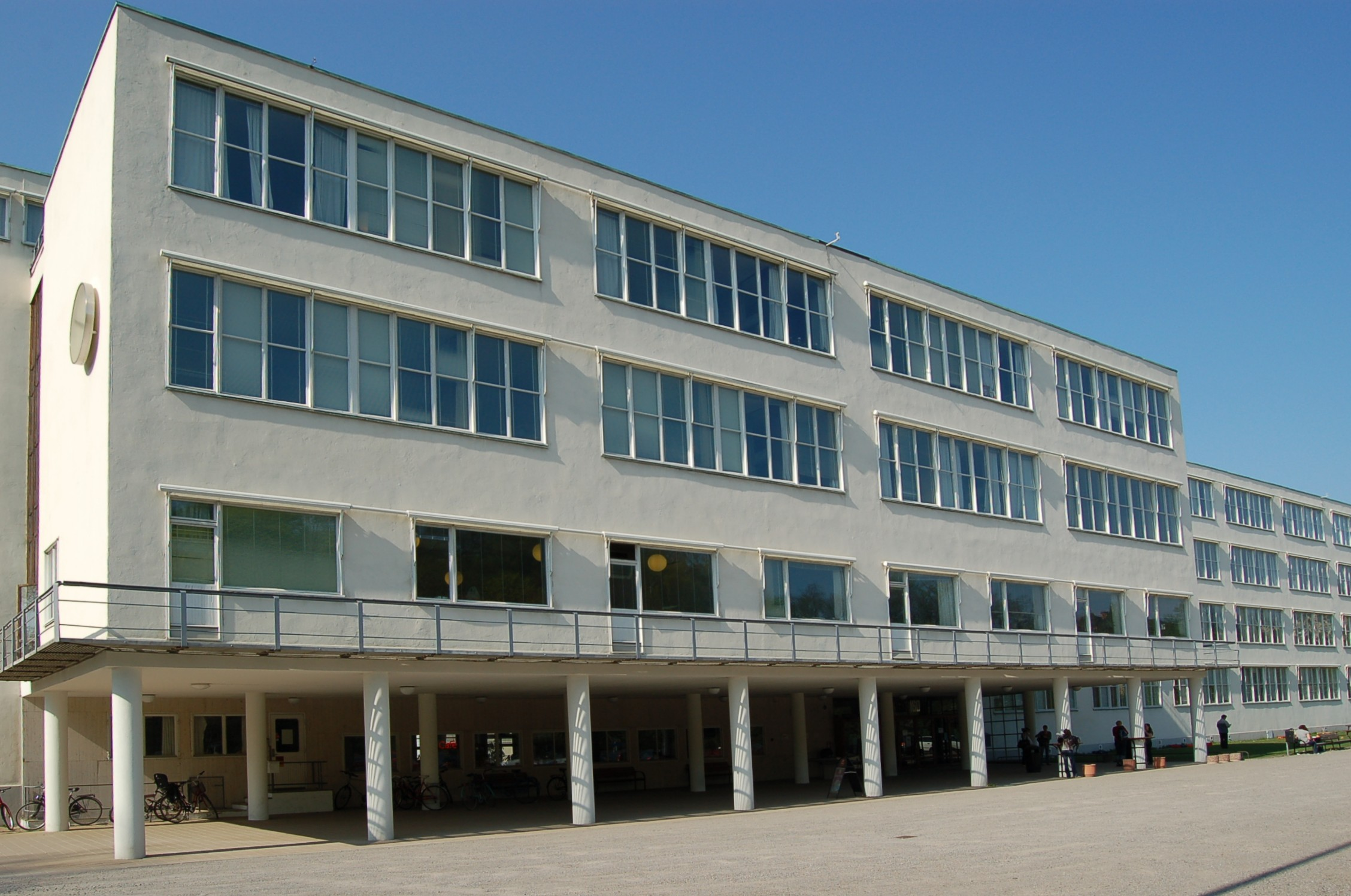
Sveaplans Gymnasium, 1936

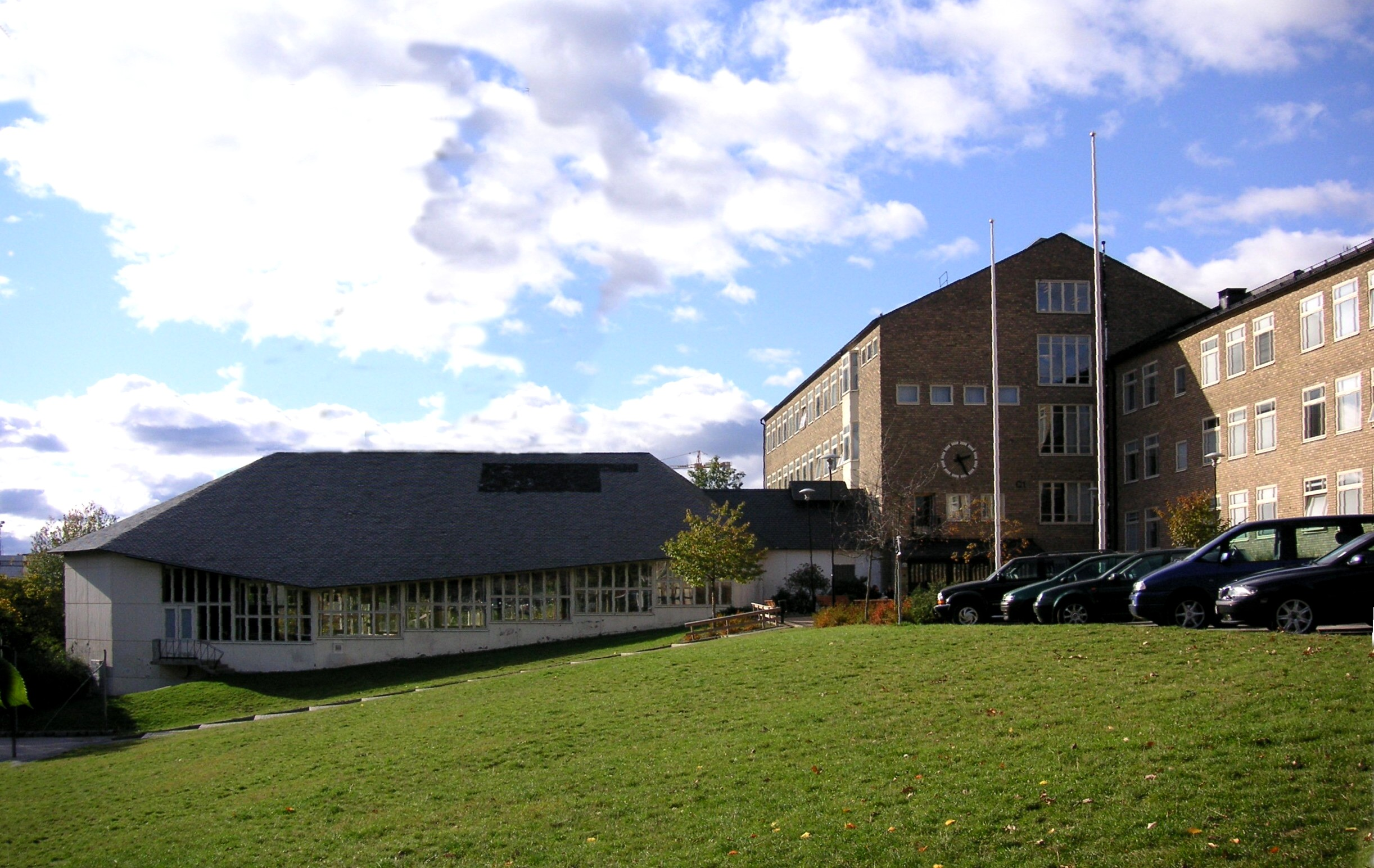
Skanstulls Gymnasium, 1943

## Literatura y fuentes
- En arkitekt minns, Gotemburgo, 1981
- Svensk Arkitektur, Byggförlaget, Estocolmo, 1986